# Volodymyr Lytvyn
Volodymyr Michajlovič Lytvyn (ukrajinsky: Володимир Михайлович Литвин; * 28. dubna 1956 Sloboda-Romanivska) je ukrajinský politik. V letech 2002–2006 a 2008–2012 byl předsedou Verchnovné rady, tedy ukrajinského parlamentu.

## Život
Vystudoval historii na Kyjevské univerzitě, absolvoval roku 1978. Na této univerzitě také pracoval do roku 1986. V letech 1989-1991 pracoval jako analytik pro Komunistickou stranu Ukrajiny, nebyl ale jejím členem. V letech 1994–1999 byl asistentem prezidenta Leonida Kučmy a později, v letech 1999–2002, vedoucím jeho kanceláře. Poté, v roce 2002, kandidoval jako nestraník za koalici Za jedinu Ukrajinu! (За Єдину Україну!), která byla považována za středovou, proruskou a především podporující prezidenta Kučmu. Blok získal ve volbách téměř 12 procent hlasů, především v Doněcké oblasti (36.83%), a skončil tak na třetím místě. Lytvyn byl zvolen předsedou parlamentu jako kompromisní kandidát. Volební koalice stran se krátce po volbách rozpadla a Lytvyn v roce 2004 vstoupil do strany Narodna partija (Народна Партія), kdysi založené jako agrární, a stal se ihned jejím předsedou. Ta šla v roce 2006 do voleb v koalici nazvané Lytvynův blok, s dalšími agrárními a středo-levicovými stranami. U voleb propadla a nepřekročila tříprocentní hranici nutnou pro vstup do parlamentu. Již za rok však byly předčasné volby a čtyřprocentní volební zisk z bloku udělal nejmenší parlamentní stranu. Poté, co v roce 2008 tento blok podpořil vládu Julie Tymošenkové, Lytvyn podruhé zasedl za předsednický stolec parlamentu. V roce 2009 ho bývalý osobní strážce prezidenta Kučmy obvinil z objednání vraždy protikučmovského novináře Georgije Gongadzeho, případ ale zůstal nevyjasněn. V roce 2010 kandidoval na prezidenta, ve volbách získal 2,35% hlasů. Od roku 2012 se Lytvynova strana již parlamentních voleb nezúčastňuje a působí jen na lokální úrovni, sám Lytvyn se ale roku 2012 jako nezávislý kandidát v jediném okrsku (na Ukrajině je možné být takto zvolen poslancem) do parlamentu znovu dostal. Po svém zvolení se nepřipojil k žádné parlamentní frakci. V roce 2014 se mu to podařilo znovu, v parlamentu se pak připojil k parlamentní skupině Vůle lidu, dokud nebyl 19. října 2017 požádán o její opuštění. Ve volbách roku 2019 již neuspěl a do parlamentu se nedostal.